# Jan Aelman
Jan Aelman (omstreeks 1310 - 16 december 1389, Valencijn), ridder, was een buitenechtelijke zoon van graaf Willem III van Holland en jonkvrouw N.N. de Moor, uit het Brabantse geslacht De Moor.
Jan Aelman vergezelde zijn halfbroer graaf Willem IV van Holland naar het Heilige Land. In 1352 schonk graaf Willem V hem landerijen onder Haarlem omdat hij in zijn dienst in Utrecht gevangen had gezeten. In 1356 werd hij beleend met het Huis Te Nesse onder Linschoten. In 1372 stuurde hertog Albrecht, graaf van Holland, hem naar Frankrijk om te onderhandelen over het huwelijk van de latere graaf Willem IV met Margaretha van Bourgondië. Hij was lid van de raad van Henegouwen.
Jan Aelman huwde Justine de Gouwer van Koudekerke, (overleden rond 1360), dochter van Hugo de Gouwer. Na haar overlijden hertrouwde hij met Mechteld van Wulvenhorst (1320-1401), dochter van Ernst van Wulvenhorst van Sterkenburg. Hij werd begraven te Valencijn op 16 december 1389.

## Kinderen
- Jan Aelman, ridder, overleden in 1422
- Willem de Moor, schout van Noordwijkerhout
- Jan
- Elisabeth
- Dirk van Maersen